# Päpstlicher Rat für die Laien
Der ehemalige Päpstliche Rat für die Laien (lateinisch Pontificium Consilium pro Laicis) wurde am 6. Januar 1967 durch das Motu proprio Catholicam Christi Ecclesiam Papst Pauls VI. errichtet. Am 10. Dezember 1976 wurde der bis dahin vorläufige Rat durch das Motu Proprio Apostolatus Peragendi zum festen Dikasterium innerhalb der römischen Kurie.
Die Apostolische Konstitution Pastor Bonus vom 28. Juni 1988 beschrieb den Rat als zuständig für „die Förderung und Koordinierung des Laienapostolats sowie alle Angelegenheiten die christlichen Laien als solche betreffend.“ Am 22. Oktober 2015 kündigte Papst Franziskus an, dass er im Rahmen der Kurienreform ein neues Dikasterium für Laien, Familie und Leben einrichten werde, in dem der Päpstliche Rat für die Laien aufgehen werde. Durch das Motu proprio Sedula Mater vom 17. August 2016 wurde dieses Dikasterium neu gegründet. In ihm ist der Päpstliche Rat für die Laien zum 1. September 2016 aufgegangen.

## Präsidenten
- 1967–1976: Maurice Roy
- 1976–1984: Opilio Rossi
- 1984–1996: Eduardo Francisco Pironio
- 1996–2003: James Francis Stafford
- 2003–2016: Stanisław Ryłko